# Boca (DOC)
Pour les articles homonymes, voir Boca.
Le Boca est un vin italien de la région Piémont dont les appellations sont dotés d'une appellation DOC depuis le 18 juillet 1969. Seuls ont droit à la DOC les vins rouges récoltés à l'intérieur de l'aire de production définie par le décret. La superficie plantée en vignes est de 12,25 hectares.
Le décret prévoit un vieillissement de trois ans, dont au moins 2 ans en fûts de chêne ou de châtaignier et au moins neuf mois d’affinement en bouteille.

## Caractéristiques organoleptiques
- couleur : rouge rubis  avec des reflets grenat
- odeur : fin, agréable, arôme de violette
- saveur : sec, harmonieux, avec un arrière-goût de grenade.

Le Boca se déguste à une température de 16 – 18 °C et il se gardera 4 – 6 ans.

## Terroir
- Les communes possédant l'appellation Boca (DOC)

Les vignobles autorisés se situent en province de Novare dans les communes de Boca, Maggiora, Cavallirio, Prato Sesia et Grignasco au sud-ouest du lac Majeur.

## Associations de plats conseillées
Ragoûts, les rôtis, les pot-au-feu, fromages.

## Production
Province, saison, volume en hectolitres :
- Novara  (1990/91)  209,4
- Novara  (1991/92)  199,92
- Novara  (1992/93)  179,48
- Novara  (1993/94)  115,43
- Novara  (1994/95)  131,46
- Novara  (1995/96)  74,2
- Novara  (1996/97)  167,3